# Chelomadillo setosus
Chelomadillo setosus är en kräftdjursart som beskrevs av Johann Moritz David Herold 1931. Chelomadillo setosus ingår i släktet Chelomadillo och familjen Armadillidae. Inga underarter finns listade i Catalogue of Life.